# Tljustenchabl'
Tljustenchabl' (in lingua russa Тлюстенхабль) è un centro abitato dell'Adighezia, situato nel Teučežskij rajon. La popolazione era di 5 584 abitanti al dicembre 2018. Ci sono 41 strade.